# Frank Moser
Frank Moser (* 23. září 1976 Baden-Baden) je německý profesionální tenista, specializující se na čtyřhru. Ve své dosavadní kariéře vyhrál na okruhu ATP World Tour jeden deblový turnaj, když triumfoval s Belgičanem Xavierem Malissem na únorovém SAP Open 2013 hraném v americkém San José. Na challengerech ATP a okruhu ITF získal do března 2013 dvacet tři titulů ve čtyřhře.
Na žebříčku ATP byl ve dvouhře nejvýše klasifikován v srpnu 2003 na 288. místě a ve čtyřhře pak v září 2011 na 65. místě. Trénuje ho Bernard Parun.
Poprvé se do finále na okruhu ATP Tour probojoval v srpnu 2009, když si s krajanem Benjaminem Beckerem neúspěšně zahráli o titul na kalifornském LA Tennis Open v Los Angeles, kde nestačili na dvojici Bob Bryan a Mike Bryan. Se stejným spoluhráčem odešli poraženi také z finále Atlanta Tennis Championships 2011, když je zdolal americko-australský pár Alex Bogomolov a Matthew Ebden 6–3, 5–7 a [8–10]. Třetí prohrané finále v řadě zaznamenal na halovém SAP Open 2012 v kalifornském San José, do něhož nastoupil s jihoafrickým hráčem Kevinem Andersonem. Nad jejich síly byla bahamsko-belgická dvojice Mark Knowles a Xavier Malisse. Na stejném turnaji pak další sezónu 2013 získal premiérový titul s Malissem.
Do dubna 2013 neodehrál v německém daviscupovém týmu žádné utkání.
Německou klubovou ligu hrál za domovský oddíl Rot Weiss Baden-Baden. Postupně studoval Freiburskou univerzitu, Florida Southern University a bakalářský titul obdržel na Virginia Commonwealth University.

## Finálové účasti na turnajích ATP World Tour
| Legenda (před/od 2009)                                          |
| D – dvouhra; Č – čtyřhra                                        |
| Grand Slam (0–0)                                                |
| Tennis Masters Cup / ATP World Tour Finals (0–0)                |
| ATP Masters Series / ATP World Tour Masters 1000 (0–0)          |
| ATP International Series Gold / ATP World Tour 500 series (0–0) |
| ATP International Series / ATP World Tour 250 series (1–3 Č)    |

### Čtyřhra: 4 (1–3)

#### Vítěz
| Č. | Datum          | Turnaj   | Povrch    | Spoluhráč      | Finalisté                        | Výsledek          |
| -- | -------------- | -------- | --------- | -------------- | -------------------------------- | ----------------- |
| 1. | 17. února 2013 | San Jose | tvrdý (h) | Xavier Malisse | Lleyton Hewitt Marinko Matosevic | 6–0, 56–7, [10-4] |

#### Finalista
| Č. | Datum             | Turnaj      | Povrch    | Spoluhráč          | Vítězové                     | Výsledek         |
| -- | ----------------- | ----------- | --------- | ------------------ | ---------------------------- | ---------------- |
| 1. | 2. srpna 2009     | Los Angeles | tvrdý     | Benjamin Becker    | Bob Bryan Mike Bryan         | 4–6, 26–7        |
| 2. | 24. července 2011 | Atlanta     | tvrdý     | Matthias Bachinger | Alex Bogomolov Matthew Ebden | 6–3, 5–7, [8–10] |
| 3. | 19. února 2012    | San Jose    | tvrdý (h) | Kevin Anderson     | Mark Knowles Xavier Malisse  | 4–6, 6–1, [5–10] |

## Finále na challengerech ATP a okruhu Futures
| Legenda                      |
| ---------------------------- |
| Challengery (0–1 D; 13–15 Č) |
| Futures (0–3 D; 10–14 Č)     |

### Dvouhra: 4 (0–4)
| Stav      | Č. | Datum             | Turnaj             | Povrch | Soupeř ve finále | Výsledek        |
| --------- | -- | ----------------- | ------------------ | ------ | ---------------- | --------------- |
| Finalista | 1. | 29. září 2001     | Kawaguči, Japonsko | tvrdý  | Doug Bohaboy     | 3–6, 4–6        |
| Finalista | 2. | 8. prosince 2002  | Bangkok, Thajsko   | tvrdý  | John van Lottum  | 5–7, 4–6        |
| Finalista | 3. | 29. června 2003   | Leun, Německo      | antuka | Sebastian Jäger  | 4–6, 6–3, 4–6   |
| Finalista | 4. | 11. prosince 2005 | Chandigarh, Indie  | tvrdý  | Ajsám Kúreší     | 66–7, 7–65, 4–6 |

### Čtyřhra: 52 (23–29)
| Stav       | Č.  | Datum              | Turnaj          | Povrch      | Spoluhráč             | Soupeři ve finále                        | Výsledek                   |
| ---------- | --- | ------------------ | --------------- | ----------- | --------------------- | ---------------------------------------- | -------------------------- |
| Finalista  | 1.  | 18. července 1999  | Kassel          | antuka      | Bernard Parun         | Jurij Ščukin Andreas Tattermusch         | 4–6, 1–6                   |
| Vítěz      | 1.  | 16. července 2000  | Bourg-en-Bresse | antuka      | Tobias Clemens        | Pieter Calitz Benjamin Cassaigne         | 6–4, 6–4                   |
| Finalista  | 2.  | 10. června 2001    | Villingen       | antuka      | Bernard Parun         | Johan Settergren Melle van Gemerden      | 4–6, 4–6                   |
| Finalista  | 3.  | 8. července 2001   | Pécs            | antuka      | José María Arnedo     | Kornel Bardoczky Zoltán Nagy             | 2–6, 5–7                   |
| Finalista  | 4.  | 15. července 2001  | Budapešť        | antuka      | Sergio Elias          | Kornel Bardoczky Zoltán Nagy             | 3–6, 6–3, 5–7              |
| Finalista  | 5.  | 7. září 2001       | Cheongju        | antuka      | Alexander Flock       | Roberto Álvarez Jordane Doble            | 4–6, 6–4, 2–6              |
| Vítěz      | 2.  | 6. října 2001      | Hongkong        | tvrdý       | Bernard Parun         | Doug Bohaboy Alex Witt                   | 6–4, 6–4                   |
| Finalista  | 6.  | 11. listopadu 2001 | Pattaya         | tvrdý       | Lu Jan-sun            | Peter Handoyo Raven Klasen               | 3–6, 2–6                   |
| Vítěz      | 3.  | 18. listopadu 2001 | Nonthaburi      | tvrdý       | Lu Jan-sun            | Rik de Voest Johan du Randt              | 6–2, 6–4                   |
| Finalista  | 7.  | 25. listopadu 2001 | Hanoj           | tvrdý       | Lu Jan-sun            | Lior Dahan Rik de Voest                  | bez boje                   |
| Vítěz      | 4.  | 2. června 2002     | Oberweier       | antuka      | Martin Woisetschlager | Markus Bayer Philipp Gründler            | bez boje                   |
| Vítěz      | 5.  | 7. července 2002   | Lisabon         | antuka      | Jeroen Masson         | Jordane Doble Sébastien Lami             | 7–65, 6–2                  |
| Finalista  | 8.  | 1. září 2002       | El Menzah       | tvrdý       | Benjamin Cassaigne    | Henrik Andersson Luke Bourgeois          | 56–7, 7–65, 56–7           |
| Vítěz      | 6.  | 22. září 2002      | Mylhúzy         | tvrdý       | Bernard Parun         | Rik de Voest Dirk Stegmann               | 6–4, 56–7, 6–4             |
| Vítěz      | 7.  | 13. října 2002     | Forbach         | koberec (h) | Bernard Parun         | Hervé Karcher Julien Mathieu             | 6–1, 3–6, 6–1              |
| Vítěz      | 8.  | 13. dubna 2003     | Aguascalientes  | antuka      | Bernard Parun         | Eduardo Bohrer Ronaldo Carvalho          | 4–6, 6–3, 7–61             |
| Vítěz      | 9.  | 27. července 2003  | Recanati        | tvrdý       | Manuel Jorquera       | Rodolphe Cadart Dudi Sela                | 6–4, 7–5                   |
| Finalista  | 9.  | 23. dubna 2004     | Dauhá           | tvrdý       | Bernard Parun         | Florin Mergea Horia Tecău                | 1–6, 2–6                   |
| Finalista  | 10. | 6. června 2004     | Mishref         | tvrdý       | Sebastian Fitz        | Rohan Bopanna Mustafa Ghouse             | 6–4, 4–6, 3–6              |
| Vítěz      | 10. | 13. června 2004    | Mishref         | tvrdý       | Sebastian Fitz        | Guram Kostava Ramin Raziyani             | 3–6, 6–3, 6–2              |
| Finalista  | 11. | 18. září 2004      | Teherán         | antuka      | Jean-Michel Pequery   | Oliver Marach Jean-Claude Scherrer       | 0–6, 0–6                   |
| Finalistap | 12. | 10. října 2004     | Quito           | antuka      | Łukasz Kubot          | Santiago González Alejandro Hernández    | 6–2, 2–6, 4–6              |
| Finalista  | 13. | 28. listopadu 2004 | Bogotá          | antuka      | Richard Barker        | Sergio Roitman Santiago Ventura          | 5–7, 4–6                   |
| Vítěz      | 11. | 19. června 2005    | Istanbul        | tvrdý       | Bernard Parun         | Konstantin Kravčuk Alexandr Pavljučenkov | 3–6, 7–62, 6–4             |
| Finalista  | 14. | 2. října 2005      | Sarreguemines   | tvrdý (h)   | Radim Žitko           | Patrice Atias Antoine Benneteau          | 6–2, 4–6, 3–6              |
| Vítěz      | 12. | 27. listopadu 2005 | Sunderland      | tvrdý (h)   | Sebastian Rieschick   | Christopher Kas Philipp Petzschner       | 6–4, 36–7, 6–4             |
| Finalista  | 15. | 9. prosince 2005   | Chandigarh      | tvrdý       | Vishal Uppal          | Karan Rastogi Ashutosh Singh             | 56–7, 3–6                  |
| Finalista  | 16. | 4. března 2006     | Wolfsburg       | koberec (h) | Sebastian Rieschick   | Jean-Claude Scherrer Uros Vico           | 36–7, 7–65, [8–10]         |
| Finalista  | 17. | 19. března 2006    | Oberentfelden   | koberec (h) | Giuseppe Menga        | Carl-Henrik Hansen Frederik Nielsen      | 2–6, 5–7                   |
| Vítěz      | 13. | 16. července 2006  | Cuenca          | antuka      | Alexander Satschko    | Santiago Giraldo Carlos Salamanca        | 3–6, 6–3, [10–6]           |
| Finalista  | 18. | 30. července 2006  | Granby          | tvrdý       | Lu Jan-sun            | Alessandro Gravina Gary Lugassy          | 2–6, 26–7                  |
| Finalista  | 19. | 19. srpna 2006     | Samarkand       | antuka      | Woong-Sun Jun         | Satoši Iwabuči Gouichi Motomura          | 6–2, 2–6, [5–10]           |
| Finalista  | 20. | 15. října 2006     | Rennes          | koberec (h) | Tomasz Bednarek       | Grégory Carraz Mathieu Montcourt         | 3–6, 6–3, [4–10]           |
| Finalista  | 21. | 14. ledna 2007     | Nußloch         | koberec (h) | Tomasz Bednarek       | Philipp Marx Florin Mergea               | 3–6, 5–7                   |
| Vítěz      | 14. | 16. září 2007      | Orléans         | tvrdý (h)   | James Cerretani       | Tomasz Bednarek Michał Przysiężny        | 6–1, 7–62                  |
| Vítěz      | 15. | 11. listopadu 2007 | Tunis           | tvrdý       | Ivan Dodig            | Jasper Smit M. Van Haasteren             | 4–6, 7–5, [11–9]           |
| Vítěz      | 16. | 1. června 2008     | Karlsruhe       | antuka      | Daniel Köllerer       | Woong-sun Jun Joseph Sirianni            | 6–2, 7–5                   |
| Finalista  | 22. | 8. června 2008     | Fürth           | antuka      | Daniel Köllerer       | Philipp Marx Alexander Peya              | 3–6, 3–6                   |
| Vítěz      | 17. | 17. srpna 2008     | Istanbul        | tvrdý       | Michael Kohlmann      | David Škoch Igor Zelenay                 | 7–64, 6–4                  |
| Vítěz      | 18. | 24. srpna 2008     | Ženeva          | antuka      | Daniel Köllerer       | Rameez Junaid Philipp Marx               | 7–65, 3–6, [10–8]          |
| Finalista  | 23. | 5. dubna 2009      | Neapol          | antuka      | Lukáš Rosol           | Pablo Cuevas David Marrero               | 4–6, 3–6                   |
| Finalista  | 24. | 18. dubna 2010     | Baton Rouge     | tvrdý       | Chris Guccione        | Stephen Huss Joseph Sirianni             | 6–1, 2–6, [11–13]          |
| Vítěz      | 19. | 11. července 2010  | Oberstaufen     | antuka      | Lukáš Rosol           | H. Podlipnik-Castillo Max Raditschnigg   | 6–0, 7–5                   |
| Vítěz      | 20. | 5. září 2010       | Como            | antuka      | David Škoch           | Martin Emmrich Mateusz Kowalczyk         | 5–7, 7–62, [10–5]          |
| Vítěz      | 21. | 25. září 2010      | İzmir           | tvrdý       | Rameez Junaid         | Jamie Delgado Jonathan Marray            | 6–2, 6–4                   |
| Vítěz      | 22. | 24. října 2010     | Soul            | tvrdý       | Rameez Junaid         | Vasek Pospisil Adil Shamasdin            | 6–3, 6–4                   |
| Finalista  | 25. | 21. listopadu 2010 | Salcburk        | tvrdý (h)   | Rameez Junaid         | Alexander Peya Martin Slanar             | 6–71, 3–6                  |
| Finalista  | 26. | 30. ledna 2011     | Heilbronn       | tvrdý (h)   | David Škoch           | Jamie Delgado Jonathan Marray            | 1–6, 4–6                   |
| Vítěz      | 23. | 5. června 2011     | Fürth           | antuka      | Rameez Junaid         | Jorge Aguilar Júlio Campozano            | 6–2, 6–7(2), [10–6]        |
| Finalista  | 27. | 31. března 2012    | Barranquilla    | antuka      | Marcel Felder         | Nicholas Monroe Maciek Sykut             | 6–2, 3–6, [5–10]           |
| Finalista  | 28. | 25. srpna 2012     | Segovie         | tvrdý       | Konstantin Kravchuk   | Stefano Ianni Florin Mergea              | 2–6, 3–6                   |
| Finalista  | 29. | 12. října 2012     | Taškent         | tvrdý       | Rameez Junaid         | Andre Begemann Martin Emmrich            | 7–6(7–6), 6–7(2–7), [8–10] |

## Postavení na konečném žebříčku ATP

### Dvouhra
| Rok    | 2001 | 2002   | 2003   | 2004   | 2005   | 2006   | 2007   | 2008   |
| Pořadí | 605. | ▲ 508. | ▲ 312. | ▼ 637. | ▲ 580. | ▲ 403. | ▼ 865. | ▼ 943. |

### Čtyřhra
| Rok    | 2001 | 2002   | 2003   | 2004   | 2005   | 2006   | 2007   | 2008  |
| Pořadí | 404. | ▲ 259. | ▼ 332. | ▲ 194. | ▼ 319. | ▲ 126. | ▼ 143. | ▲ 93. |